# Dysauxes ragusaria
Dysauxes ragusaria är en fjärilsart som beskrevs av Zickert 1903. Dysauxes ragusaria ingår i släktet Dysauxes och familjen björnspinnare. Inga underarter finns listade i Catalogue of Life.